# Верхние Петровцы
Ве́рхние Петровцы́ (укр. Верхні Петрівці) — село в Черновицком районе Черновицкой области Украины. Административный центр Петровецкой сельской общины.
До 2020 года входило в Сторожинецкий район.
Население по переписи 2001 года составляло 3747 человек. Почтовый индекс — 59034. Телефонный код — 03735. Код КОАТУУ — 7324582501. В селе функционирует: больница, заправка, 3 ресторана, множество магазинов, множество церквей и монастырь, отдел Новой почты и отдел Укрпочты.